# Джонні Вайссмюллер
Джонні Вайссмюллер  (англ. Johnny Weissmuller, справжнє ім'я Петер Йоганн (Peter Johann), 2 червня 1904 — 20 січня 1984) — американський плавець та ватерполіст, п'ятиразовий олімпійський чемпіон, а також кіноактор, відомий виконанням ролі Тарзана в низці фільмів.
У дев'ятирічному віці Джонні захворів на поліомієліт. За порадою лікаря задля прискорення видужання він зайнявся плаванням, що дало старт його спортивній кар'єрі.

## Виступи на Олімпіадах
| Олімпіада      | Дисципліна                            | Місце |
| -------------- | ------------------------------------- | ----- |
| Париж 1924     | водне поло                            | 3     |
| Париж 1924     | плавання на 100 метрів вільним стилем | 1     |
| Париж 1924     | плавання на 400 метрів вільним стилем | 1     |
| Париж 1924     | естафета 4 × 200 вільним стилем       | 1     |
| Амстердам 1928 | водне поло                            | 5T    |
| Амстердам 1928 | плавання на 100 метрів вільним стилем | 1     |
| Амстердам 1928 | естафета 4 × 200 вільним стилем       | 1     |

## Фільмографія
| Рік  |   | Українська назва                         | Оригінальна назва                        | Роль   |
| ---- | - | ---------------------------------------- | ---------------------------------------- | ------ |
| 1925 | ф | Ways to Strength and Beauty              | Ways to Strength and Beauty              |        |
| 1929 | ф | Glorifying the American Girl             | Glorifying the American Girl             |        |
| 1932 | ф | Тарзан, людина-мавпа                     | Tarzan the Ape Man                       | Тарзан |
| 1934 | ф | Тарзан і його подруга                    | Tarzan and His Mate                      | Тарзан |
| 1936 | ф | Тарзан втікає                            | Tarzan Escapes                           | Тарзан |
| 1939 | ф | Тарзан знаходить сина                    | Tarzan Finds a Son!                      | Тарзан |
| 1941 | ф | Таємний скарб Тарзана                    | Tarzan's Secret Treasure                 | Тарзан |
| 1942 | ф | Пригода Тарзана в Нью-Йорку              | Tarzan's New York Adventure              | Тарзан |
| 1943 | ф | Tarzan's Desert Mystery                  | Tarzan's Desert Mystery                  | Тарзан |
| 1943 | ф | Tarzan Triumphs                          | Tarzan Triumphs                          | Тарзан |
| 1945 | ф | Tarzan and the Amazons                   | Tarzan and the Amazons                   | Тарзан |
| 1946 | ф | Tarzan and the Leopard Woman             | Tarzan and the Leopard Woman             | Тарзан |
| 1947 | ф | Tarzan and the Huntress                  | Tarzan and the Huntress                  | Тарзан |
| 1948 | ф | Tarzan and the Mermaids                  | Tarzan and the Mermaids                  | Тарзан |
| 1948 | ф | Jungle Jim                               | Jungle Jim                               |        |
| 1949 | ф | The Lost Tribe                           | The Lost Tribe                           |        |
| 1950 | ф | Pygmy Island                             | Pygmy Island                             |        |
| 1950 | ф | Mark of the Gorilla                      | Mark of the Gorilla                      |        |
| 1951 | ф | Jungle Manhunt                           | Jungle Manhunt                           |        |
| 1951 | ф | Fury of the Congo                        | Fury of the Congo                        |        |
| 1952 | ф | Jungle Jim in the Forbidden Land         | Jungle Jim in the Forbidden Land         |        |
| 1952 | ф | Voodoo Tiger                             | Voodoo Tiger                             |        |
| 1953 | ф | Killer Ape                               | Killer Ape                               |        |
| 1953 | ф | Valley of the Head Hunters               | Valley of the Head Hunters               |        |
| 1954 | ф | Cannibal Attack                          | Cannibal Attack                          |        |
| 1954 | ф | Jungle Man-Eaters                        | Jungle Man-Eaters                        |        |
| 1955 | ф | Jungle Moon Men                          | Jungle Moon Men                          |        |
| 1955 | ф | Devil Goddess                            | Devil Goddess                            |        |
| 1976 | ф | Won Ton Ton, the Dog Who Saved Hollywood | Won Ton Ton, the Dog Who Saved Hollywood |        |